# 1883 (드라마)
《1883》은 파라마운트+에서 2021년 12월부터 2022년 2월까지 방영된 미국의 서부 드라마 미니시리즈이다. 텔레비전 시리즈 《옐로우스톤》(2018-24)의 프리퀄 작품으로, 창작자 테일러 셰리든은 "엔딩을 가진 10시간짜리 영화"로 여긴다.
텔레비전 시리즈 《1923》(2022-25)으로 이어진다.

## 출연진
메인
- 샘 엘리엇
- 팀 맥그로
- 페이스 힐
- 이저벨 메이
- 러모니카 개릿
- 마르크 리스만
- 오디 릭
- 에릭 넬슨
- 노아 러그로